# 伊朗妇女民主组织
伊朗妇女民主组织（波斯語：تشکیلات دموکراتیک زنان ایران）是伊朗的一个马克思主义女性主义组织，为伊朗人民党的妇女翼。
1943年2月18日，玛丽亚姆·菲鲁兹主持建立伊朗妇女组织。1947年，该组织加入国际民主妇女联合会。该组织“要求对家庭和职场中女性权利相关法律进行激进改革”。该组织出版一本名为《我们的觉醒》的月刊，由扎赫拉·埃斯坎达里-巴亚特主编。
1949年，该组织与伊朗人民党及其他相关组织一起被取缔。1951年，伊朗人民党重建其妇女翼，定名为“伊朗妇女民主组织”。